# 无解之心
《无解之心》（Beast in View）是美国作家玛格丽特·米勒的一部小说，1955年出版。该书曾获1956年埃德加·爱伦·坡最佳小说奖，并于1964年被阿尔弗雷德·希区柯克改编为电视剧。之后还被选入美国侦探作家协会评选的百大犯罪小说之一。
小说主人公海伦·克拉沃长期住在旅馆里，在一个早晨接到神秘电话，她过去的密友伊芙琳在电话中预言克拉沃将会死亡。感到不安的海伦遂请求一直帮她打理证券事物的保罗·布莱克希尔调查此事。由于伊芙琳说自己将会称为一个人尽皆知的模特，保罗从造型学校那儿打听出可能为她作画、摄影的两个人物——穆尔和杰克·特罗拉。后来，伊芙琳曾向穆尔太太造谣说穆尔曾和她发生关系——这类的挑拨让她十分享受。海伦的母亲维纳比丈夫年轻许多，丧夫以后唯一的寄托就是小儿子道格拉斯——他正是伊芙琳的丈夫。但道格拉斯是个同性恋，与摄影老师特罗拉有暧昧关系。伊芙琳向维纳挑明了一切，间接造成了道格拉斯自杀。
过去，伊芙琳一向温顺，甚至海伦的父母都喜欢她，而海伦则没有自信，是一个丑小鸭。海伦开始不断的模仿伊芙琳，甚至和她一样喜欢上了自然老师。而此时的伊芙琳则不断的散播仇恨，与海伦反目。案件进行的过程中，特罗拉被发现遇害。保罗开始怀疑伊芙琳具有双重人格，并到她的大学教授朋友那里找她。海伦并未按约定与保罗汇合，而是被伊芙琳骗至妓院，好不容易才在身心俱疲后逃脱。保罗见到了真正的伊芙琳，后者称她已经有一年没与海伦联系。保罗追踪海伦至房间，终于在门外听到了真像——原来一直以来那些伊芙琳做的事情其实是海伦做的，她模仿伊芙琳的声音乃至一切，迷失了自我，陷入了疯狂。已经爱上海伦的保罗想让她重新自我发现，但已经太晚——她拿一把刀按进了自己的喉咙。